# Bridgehill
Bridgehill – część miasta Consett, w Anglii, w hrabstwie Durham. Leży 21 km na północny zachód od miasta Durham i 390 km na północ od Londynu.